# Hoodia gordonii
Hoodia gordonii (Masson) Sweet ex Decne. è una pianta succulenta della famiglia delle Apocinacee, diffusa in Namibia e Sudafrica.